# Cornelius Vanderbilt

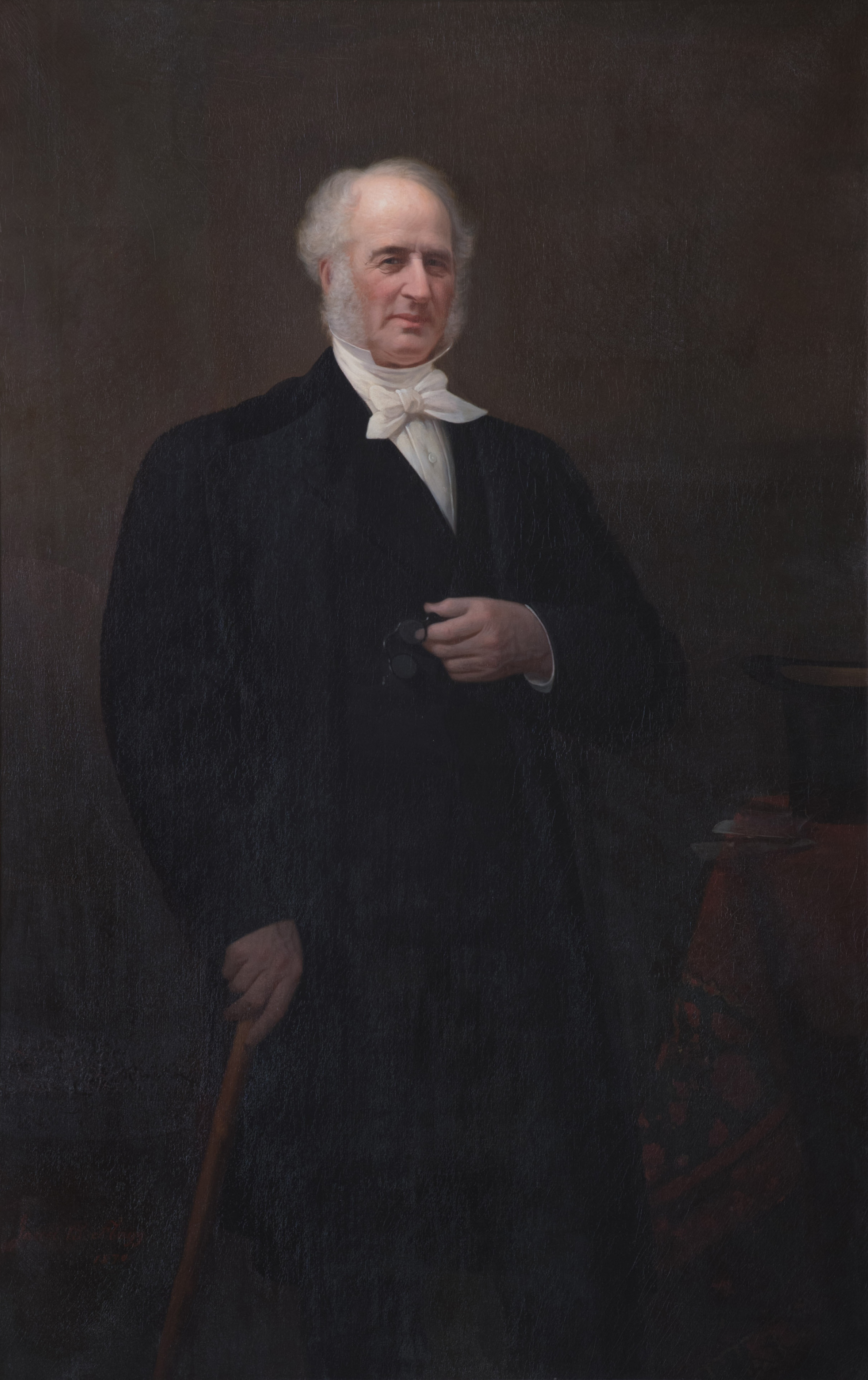
Ritratto di Cornelius Vanderbilt realizzato da Jared Bradley Flagg, The Breakers

(Risposta di C. Vanderbilt a un cronista che gli chiedeva quando le ferrovie sarebbero divenute servizio pubblico)
Cornelius Vanderbilt (Staten Island, 27 maggio 1794 – New York, 4 gennaio 1877) è stato un imprenditore statunitense.

## Biografia
Conosciuto anche come Il Commodoro, o Commodoro Vanderbilt fu un imprenditore americano che costruì la sua fortuna con i trasporti commerciali marittimi e ferroviari. Fu il patriarca della famiglia Vanderbilt. Cornelius Vanderbilt fu il quarto dei nove figli di Cornelius Vanderbilt e Phebe Hand, una modesta famiglia che viveva a Port Richmond (Staten Island, New York).
Il suo trisavolo Jan Aertson era un agricoltore olandese del villaggio De Bilt, presso Utrecht (Paesi Bassi) che emigrò a New York come lavoratore temporaneo nel 1650. In olandese arcaico van der è una preposizione (di) che indica il luogo di nascita: quello che divenne il cognome americano di Vanderbilt quindi indicava il paese di origine di Jan Aerston. Gli antenati di Vanderbilt furono in maggioranza di origine inglese, l'ultimo di nazionalità olandese era stato il nonno Jacob Vanderbilt.
Cornelius Vanderbilt si sposò il 19 dicembre del 1813 con la cugina di primo grado Sophia Johnsons (1795-1868) figlia di sua zia Elisabeth Hand Johnson. Dal matrimonio Cornelius ebbe 13 figli, 12 dei quali raggiunsero l'età adulta.

### Gli inizi
Da giovane Vanderbilt lavorò nelle società di trasporto ferroviario di New York smettendo di frequentare la scuola quando aveva 11 anni. Ad appena 16 anni aveva impiantato una propria organizzazione di trasporto merci e passeggeri tra Staten Island e Manhattan.
(Cornelius Vanderbilt)
Durante la guerra del 1812 riuscì ad avere un contratto dal governo per il trasporto di rifornimenti ai forti della città di New York per mezzo di golette a vela; fu in questa occasione che fu soprannominato Commodoro.

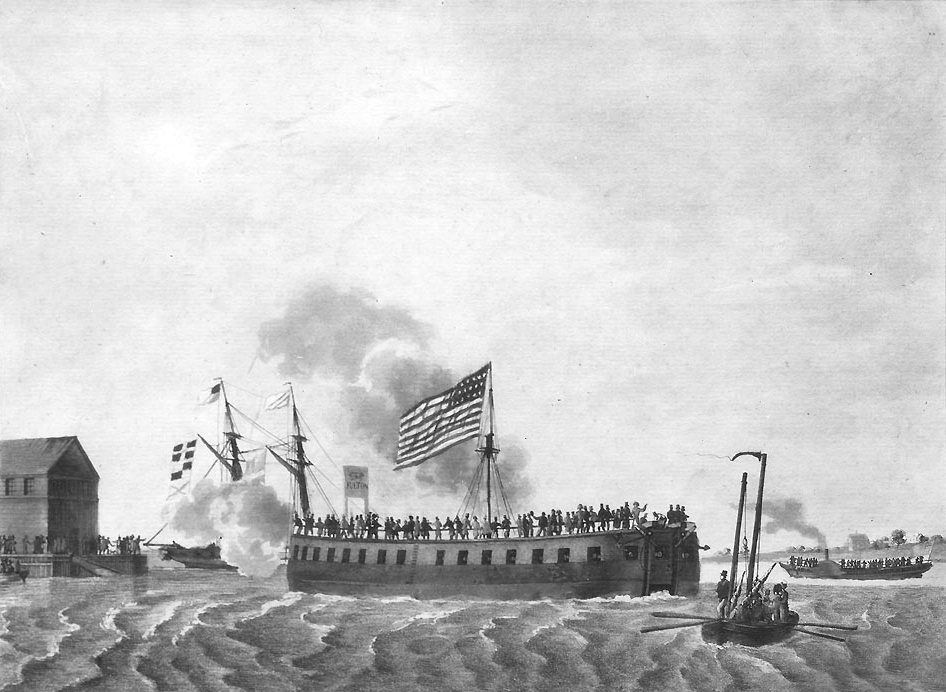
La nave Fulton

Nel 1818 incominciò a interessarsi al trasporto con i battelli a vapore di cui avevano il monopolio Robert Fulton, l'inventore della nave a vapore, e Robert Livingston. Facendo esperienza e lavorando su un piroscafo dell'armatore Thomas Gibbons, Vanderbilt riuscì a offrire prezzi inferiori di quelli di Fulton e Livington per il percorso tra New Jersey e Manhattan che era un importante ramo della rotta commerciale tra New York e Filadelfia.
Per non subire la sua concorrenza Livingston e Fulton gli offrirono un lavoro ben retribuito come pilota sulle loro navi ma Vanderbilt rifiutò affermando che non gli interessavano i soldi ma far prevalere il principio della libera concorrenza contro ogni monopolio statale (in Hull, Gary. The Abolition of Antitrust, Transaction Publishers, 2005, p. 77). Nella contesa legale che ne seguì la Corte suprema degli Stati Uniti dette ragione a Vanderbilt.
Nel 1829 Vanderbilt investì i risparmi accumulati con il suo lavoro impiantando servizi di navigazione a vapore sulla tratta Manhattan e Albany, arrivando ad avere più di 100 battelli a vapore con più dipendenti di qualsiasi altra attività commerciale negli Stati Uniti.

### Accessory Transit Company
(C. Vanderbilt)

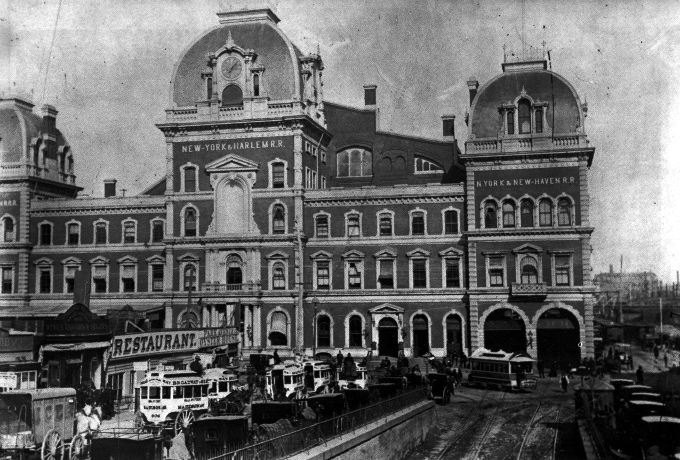
La Grand Central di New York

L'avvenimento che avvicinò Vanderbilt al mondo delle ferrovie non fu molto fortunato: l'11 novembre 1833 rimase coinvolto in uno dei primi incidenti ferroviari degli Stati Uniti: la carrozza su cui viaggiava deragliò per la rottura dell'asse di un carrello. Sullo stesso treno in un vagone vicino a quello deragliato viaggiava il Presidente degli Stati Uniti John Quincy Adams, che ne uscì illeso, mentre Vanderbilt dovette trascorrere un mese in ospedale per la rottura di due costole e un polmone perforato.
Nel 1851 Vanderbilt fondò la Accessory Transit Company una compagnia di trasporti con l'intento di passare attraverso l'istmo del Nicaragua anziché quello di Panama abbreviando il percorso di 400 miglia con costi e tempi inferiori. Attraverso il fiume San Juan si arrivava sino al lago Nicaragua da attraversare su una nave a vapore sino ad arrivare a 12 miglia dal Pacifico. Vanderbilt si accordò con il governo del Nicaragua e fece costruire una strada sulla costa occidentale del lago Nicaragua sino a San Juan.

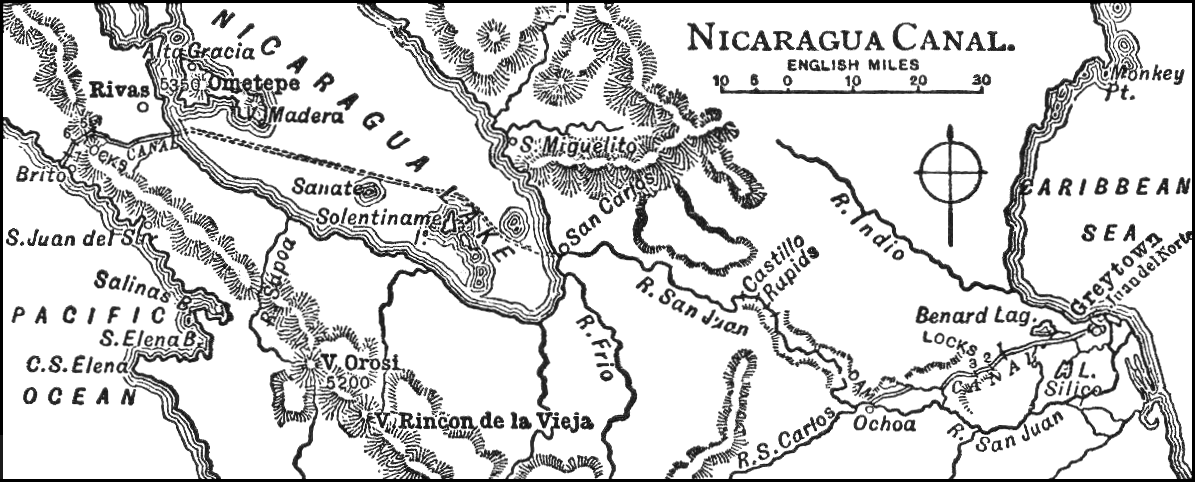
Nella mappa il percorso dell'Accessory Transit Company

Gli affari andavano a gonfie vele per il Commodoro, ma per i contrasti sorti con l'avventuriero William Walker, Vanderbilt perse il controllo della Accessory Transit: questo non lo scoraggiò, spostò tutti i suoi capitali sul vecchio percorso per l'istmo di Panamá continuando la sua scalata alla ricchezza.
Dal 1860 Vanderbilt incominciò a ritirare i suoi capitali dalla navigazione a vapore e a espandersi nelle ferrovie costruendo tra l'altro nel 1871 la grande stazione ferroviaria di New York, il Grand Central Depot dove ancora oggi campeggia il monumento alla sua memoria.
Nel 1873 Vanderbilt che deteneva il controllo delle ferrovie di Chicago cercò di espandersi nelle Erie Railroad entrando in conflitto con l'imprenditore Jay Gould, che era allora il maggior azionista di quelle ferrovie. Gould riuscì a vincere facendo diminuire il prezzo delle sue azioni che Vanderbilt aveva precedentemente acquistate in grandi quantità. Vanderbilt perse più di 7 milioni di dollari, equivalenti a circa 500 milioni di dollari del 2012 (calcolo basato sulla differenza di prezzo dell'oro fra il 1873 e il 2012).

### L'eredità Vanderbilt
Spietato negli affari, Cornelius Vanderbilt, giudicato pubblicamente un uomo volgare e meschino, ebbe molti nemici nella sua vita e tra questi i suoi stessi figli che diseredò tranne William, ritenuto l'unico capace di mantenere in vita il suo impero. In effetti William fu come suo padre spregiudicato nel mondo degli affari.
Al momento della sua morte, all'età di circa 82 anni, Cornelius Vanderbilt lasciò una fortuna stimata a più di 100 milioni di dollari (equivalenti a 144 miliardi di euro attuali), il che lo renderebbe la decima persona più ricca della storia.. Di questo capitale, 95 furono assegnati a suo figlio William e "solo" $ 500.000 a ciascuna delle sue otto figlie. Sua moglie ricevette 500.000 dollari in contanti, la loro modesta casa a New York City e 2.000 azioni della New York Central Railroad.
Vanderbilt elargì molto poco della sua grande fortuna a opere caritative, lasciando invece un milione di dollari per l'università che porta il suo nome.

## Bibliografia

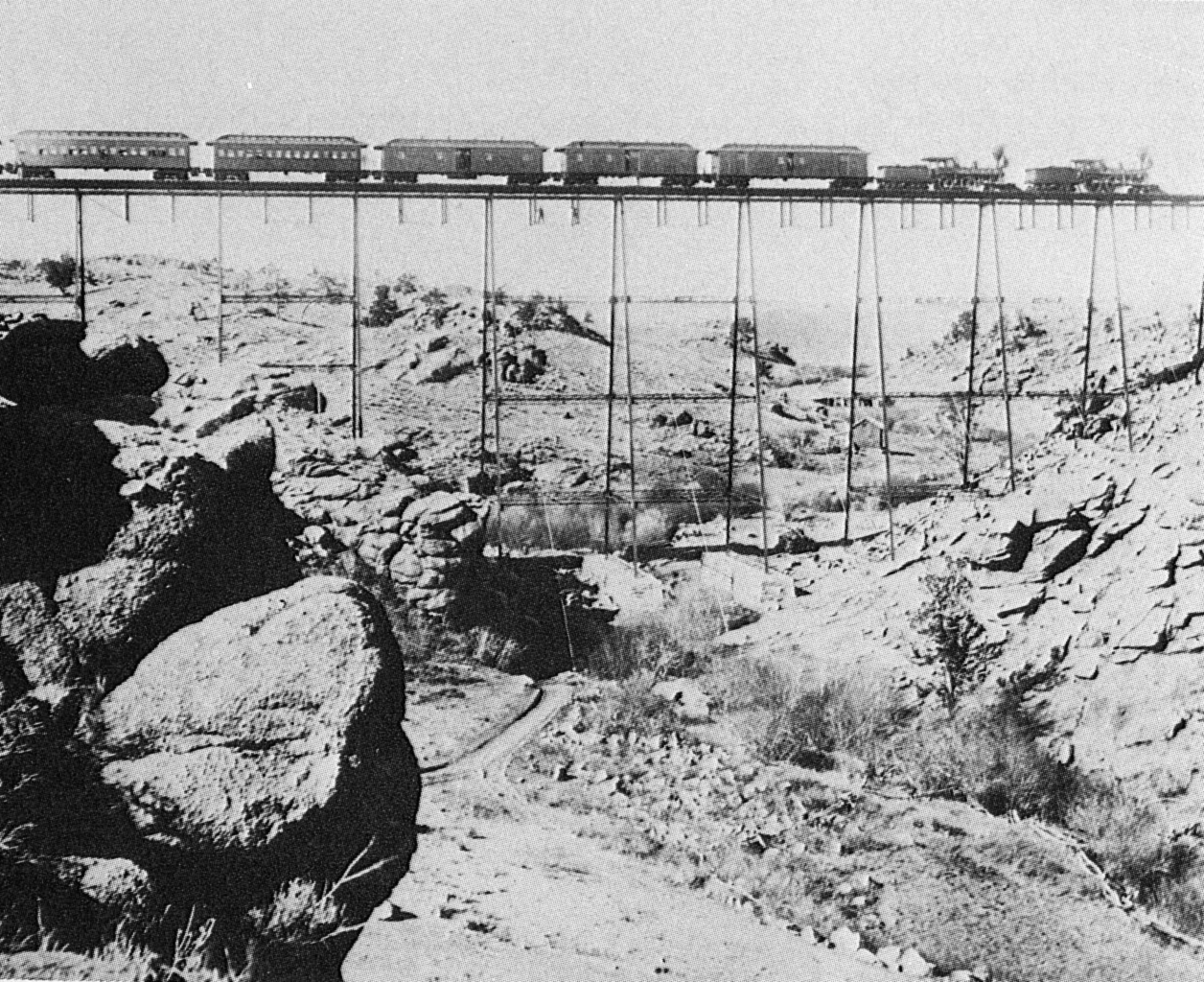
Ferrovia USA nel 1860